# Раян Расселл (тенісист)
Раян Расселл (нар. 6 липня 1983) — колишній ямайський тенісист.
Найвищу одиночну позицію світового рейтингу — 503 місце досяг 26 травня 2003, парну — 463 місце — 31 березня 2003 року.

## Титули ITF Ф'ючерс

### Парний розряд: (6)
| Ранг | Дата     | Турнір                 | Покриття | Партнер         | Суперники                      | Рахунок          |
| ---- | -------- | ---------------------- | -------- | --------------- | ------------------------------ | ---------------- |
| 1.   | Чер 2002 | Ямайка F7, Монтего-Бей | Тверде   | Стефан Тіму     | Вілл Фара-Лебар Меттью Снайдер | 6–4, 6–4         |
| 2.   | Лис 2002 | Барбадос F1, Бриджтаун | Тверде   | Жан-Жульєн Роєр | Мірко Пегар Хав'єр Таборга     | 6–4, 4–6, 6–1    |
| 3.   | Гру 2002 | Ямайка F22, Трелоні    | Тверде   | Жан-Жульєн Роєр | Б'єрн Мунро Меттью Резерфорд   | 6–2, 6–2         |
| 4.   | Вер 2003 | Ямайка F9, Монтего-Бей | Тверде   | Дастін Браун    | Клеман Морель Жиль Сімон       | 7–6(4), 6–2      |
| 5.   | Жов 2004 | Венесуела F2, Каракас  | Тверде   | Венсан Бода     | Рікардо Чиле Сандор Мартінес   | 6–4, 4–6, 7–6(4) |
| 6.   | Кві 2005 | Кувейт F1, Mishref     | Тверде   | Флорін Мерджа   | Якуб Гашек Йозеф Нештіцький    | 6–1, 3–0 ret.    |